# Буценко Панас Іванович
Пана́с Іва́нович Буце́нко (18 [30] січня 1889, село Таранівка Зміївського повіту Харківської губернії, нині Зміївського району Харківської області — 21 березня 1965, Москва) — український радянський державний і партійний діяч, секретар ВУЦВК, голова Харківського окрвиконкому. Член ЦК КП(б)У в липні — жовтні 1918 р. Кандидат у члени Центральної Контрольної Комісії КП(б)У в травні 1924 — грудні 1925 р. Член Центральної Контрольної Комісії КП(б)У в грудні 1925 — 19 жовтня 1929 р.

## Біографія
Народився в родині селянина-середняка.
З 1902 по 1906 рік навчався в Зміївському ремісничому земському училищі Харківської губернії. У 1905 році на деякий час виключався із училища за розповсюдження революційних прокламацій.
У 1906—1914 роках — робітник-слюсар металургійних і паровозобудівних заводів Донбасу і Харкова.
Член УСДРП з 1909 року. Діяч, пов'язаний з українським рухом; один із лідерів лівих українських соціал-демократів.
З 1914 року — в російській армії. Учасник Першої світової війни. Був полонений німецькими військами і до 1917 року перебував у німецькому полоні. У 1917 році повернувся до Полтави.
З 1917 року — член Полтавської Ради, завідувач відділу роботи на селі, голова виконавчого комітету Полтавської повітової ради Полтавської губернії, заступник голови виконавчого комітету Полтавської губернської ради.
Член РКП(б) з 1918 року. Один із засновників КП(б)У. Учасник Таганрозької партійної наради більшовиків України (1918). На першому з'їзді КП(б)У в Москві обраний членом ЦК. 1918 року — на підпільній роботі в Полтаві, на Донбасі та у Харкові. У 1919 році — член Зафронтбюро ЦК КП(б)У.
У 1920—1921 роках — голова виконавчого комітету Лубенської повітової Ради робітничо-селянських і червоноармійських депутатів Полтавської губернії. Голова виконавчого комітету Кам'янець-Подільської повітової Ради робітничо-селянських і червоноармійських депутатів (1921—1923).
У липні 1923 — 1925 року — 2-й секретар Президії ВУЦВК. У 1925 — грудні 1928 року — секретар Президії ВУЦВК. Одночасно обирався головою Центрального Комітету Українського товариства Червоного Хреста (з листопада 1926 року) та головою Вищої ради фізичної культури при ВУЦВК УСРР, а також головою (з 1923) Центральної адміністраційно-територіальної комісії (ЦАТК) при Президії ВУЦВК. Разом із Миколою Скрипником обстоював право проведення розмежування російсько-українського порубіжжя на мовно-етнічних засадах.
У грудні 1928 — 24 вересня 1929 року — голова виконавчого комітету Харківської окружної Ради робітничо-селянських і червоноармійських депутатів. У 1929 році на засіданні Політбюро ЦК і президії ЦК КП(б)У за доносом Л. Бірман-Беккер Буценку винесено сувору догану, виведено з членів ЦКК і відправлено працювати уповноваженим Сибірського крайового комітету ВКП(б) у справах німецьких поселенців. Потім — на керівній роботі в кооперативних органах Західно-Сибірського краю: голова Західно-Сибірської крайової спілки споживчої кооперації.
17 листопада 1930 — кінець квітня 1931 року — голова Томської міської ради Західно-Сибірського краю.
У серпні 1931 — березні 1933 року — голова виконавчого комітету Далекосхідної крайової Ради робітничо-селянських і червоноармійських депутатів. Мешкаючи у Владивостоці, сприяв українізації Зеленого Клину.
У травні 1933—1936 роках — начальник Головдортрансу при Раді Народних Комісарів РРФСР.
У 1936—1937 роках — голова виконавчого комітету Тобольської окружної Ради Омської області.
У 1937 році працював у Народному комісаріаті важкої промисловості СРСР. У 1937 році заарештовано органами НКВС, згодом засуджено як провідного члена «української націонал-фашистської організації». Перебував у воркутинських таборах ГУТАБ МВС СРСР до 1955 року.
Реабілітований після смерті Й. Сталіна. Персональний пенсіонер союзного значення (від 1955 року).
Іван Дніпровський написав поему «Буценко».

## Спадщина
- К вопросу районирования Украины: краткий обзор по районированию УССР за 1922-23-24-25 гг. в связи с переходом на трёхстепенную систему управления. — Х. : Госиздат Украины, 1925. — 64 с.(рос.)
- Проблема районирования на Украине / Под ред. А. И. Буценко. — Х.: Центр. админ.-территор. комис. при ВУЦИКе, 1926. — 76 с.
- Советское строительство на Украине / А. Буценко; Истпарт ЦК КП(б)У, Всеукр. окт. комис. — [Харьков]: Книгоспілка, 1928 (: 4-я тип. Транспечати). — 82, [1] с.: іл., табл. — (Октябрьская библиотека).

- Радянське  будівництво  та  нацмени  на  Україні  / А. Буценко. — Ч. 4. — Х.: Держвидав України, 1925.
- Советское строительство и нацменьшинства на Украине. — Х.: Изд. центр. админ.-территор. комис. при ВУЦИКе: Друк. ВУЦВКу «Червоний друк», 1926. — 34, [1] с. : табл.(рос.)
- Работа среди национальных меньшинств на Украине / А. Буценко // Советское строительство. — 1927. — № 1.(рос.)
- Господарське й культурне будівництво серед нацменшостей УСРР / А. Буценко // Радянська Україна. — 1928. — № 10-11.
- Про  радбудівництво  серед  національних  меншин УСРР / А. Буценко // Стенографический  отчет  IV  сессии  Х  созыва ВУЦИК. — Х., 1928.
- Національні меншості України / А. Буценко // Більшовик України. — 1928. — № 12.
- Радянське будівництво серед національних меншостей УСРР / А. Буценко. — Х., 1928.

- Як Ради на Україні виконали наказ робітників та селян 1924-1925 р. (рік радянської праці). — Х.: Держвидав України, 1926. — 53 с. : табл.
- Підсумки 3-ї сесії Всеукраїнського Центрального Виконавчого Комітету IX скликання (20-31 травня 1926 р.) / А. Буценко. — Х.: Держвидав України, 1926. — 44, [1] с.
- Підсумки IV сесії ВУЦВК IX скликання, 16-23 листопада 1926 р. / А. І. Буценко. — Х.: Держвидав України, 1927. — 34, [1] с.
- Десять Всеукраїнських з’їздів Рад / А. Буценко. — Харків: Держвидав України, 1927. — 100, [3] с.